# Кхонкэн (аэропорт)
Аэропорт Кхонкэн (тайск. ท่าอากาศยานขอนแก่น) — аэропорт, обслуживающий провинцию Кхонкэн, Таиланд.
Обслуживая Кхонкэн, стратегически и экономически важный город, в 2005 году аэропорт был улучшен до международных стандартов с открытием нового терминала. Аэропорт находится в нескольких километрах к западу от центра города.
Зал вылетов расположен на втором этаже, когда зал прилетов и пункт обмена валют находится на первом этаже. У терминала имеется большая автомобильная парковка.
Аэропорт находится примерно в 20 минутах езды от Кхонкэна, и примерно в двух часах езды до соседних провинций: Махасаракхам, Каласин и Удонтхани.